# Tsiroanomandidy
Tsiroanomandidy est une ville et commune urbaine du centre-ouest de Madagascar, chef-lieu de la région Bongolava et du district de Tsiroanomandidy.

## Géographie
Tsiroanomandidy est située dans le centre-ouest de Madagascar, près de la limite occidentale des hautes terres centrales, non loin des rives du Manambolo. Le ville se situe au bout de la RN 1, à 219 km à l'ouest d'Antananarivo.

## Démographie
La commune urbaine de Tsiroanomandidy comptait 44 461 habitants en 2018.

## Religion
Tsiroanomandidy est le siège d'un évêché catholique.